# Gregorio López de Tovar
Gregorio López de Tovar (Valladolid, 1547 – Valladolid, 1636) è stato un giurista spagnolo.
Cavaliere dell'Ordine di Santiago, era nipote del giurista Gregorio López, con cui frequentemente è confuso.

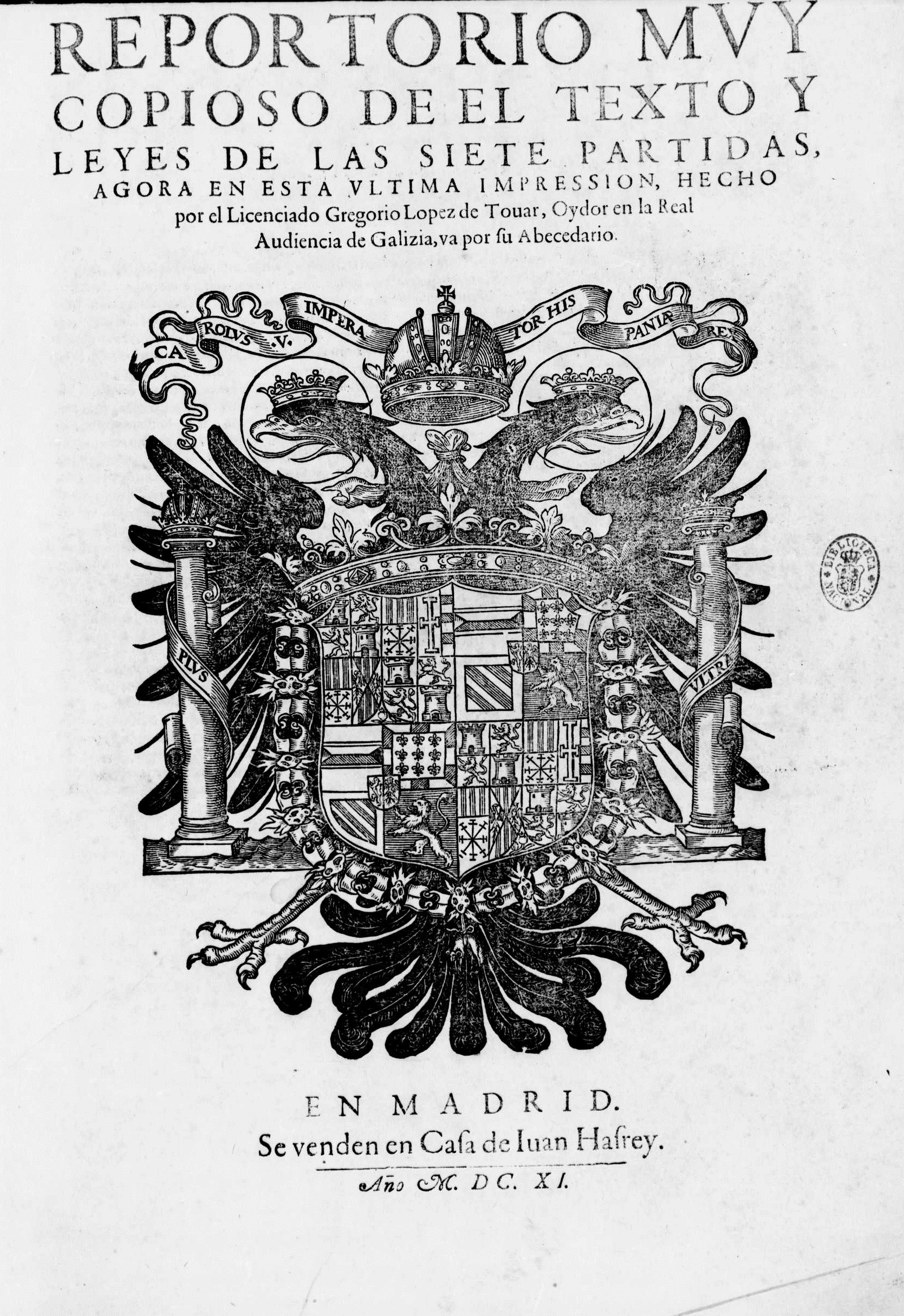
Siete partidas a cura di Gregorio López de Tovar, edizione del 1611

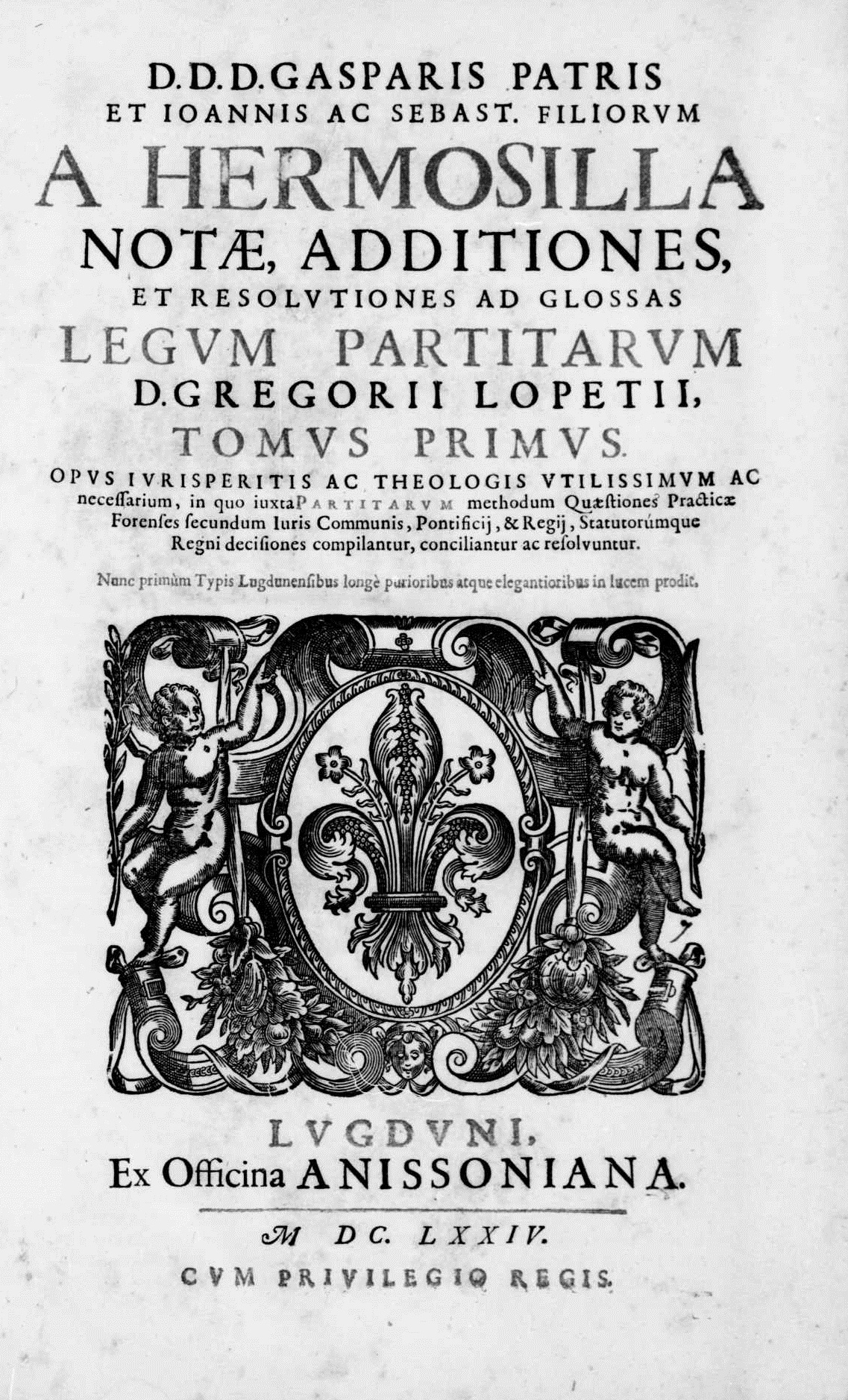
Gaspar di Hermosilla, Notae, additiones et resolutiones ad glossas legum partitarum domini Gregorii Lopetii, 1674

## Biografia
Figlio di Lucía Pizarro (figlia di Gregorio López, che aveva adottato il cognome della madre, María Pizarro) e del dottor Tomás di Tovar (1507-1587), Gregorio studiò nella scuola-convento dell'Armedilla, vicino a Cuéllar, e si diplomò con licenza nell'Università di Salamanca. Sostituì il padre nel 1580 come pubblico ministero della Reale cancelleria di Valladolid. In seguito fu uditore della Reale udienza di Galizia (1597) e delle Reali cancellerie di Granada (1604) e Valladolid (1608), passando nel 1626 a occupare un seggio nel Consiglio di Ordini, con abito dell'ordine di Santiago, per speciale concessione di Filippo IV. Durante la sua permanenza a Granada fu inoltre consulente del Sant'Uffizio.
Si ritirò nel 1631, morendo nella nativa Valladolid il 9 maggio del 1636.

## IlRepertoriodi López di Tovar
Completò l'edizione commentata di suo nonno delle Siete Partidas (Salamanca, 1555), che era stata riconosciuta come testo ufficiale per reale decreto del 7 settembre 1555, con un copioso indice denominato Repertorio de las leyes y glosas de las Partidas y concordancias de los derechos civil y canónico con el del reino ("Repertorio delle leggi e glosse delle Parti e concordanze del diritto civile e canonico con quello del regno"), opera ausiliaria giuridica redatta tra il 1573 e il 1575, e che a partire dall'edizione del 1576 accompagnò l'opera del suo nonno, formando il quarto tomo di detta edizione, in tutte le sue ristampe fino al XIX secolo (il che contribuì ad identificare il suo nome con quello del nonno ed è stato alla base di una prolungata confusione).

## Opere
- (LA) Siete partidas, Salamanca, 1555. Ristampato 15 volte entro il 1855.
  - (LA) Siete partidas, Madrid, Balthasar Lipp, 1611.